# Flămânzi
Flămânzi és una ciutat del comtat de Botoșani, a l'oest de Moldàvia, a Romania. Administra cinc pobles: Chițoveni, Flămânzi (un poble diferent de la ciutat), Nicolae Bălcescu, Poiana i Prisăcani.
Segons el cens de 2011, té 10.136 habitants, mentre que en el cens de 2002 tenia 11 799 habitants. La majoria de la població és d'ètnia romanesa (90,06%), amb una minoria de gitanos (2,29%). La majoria dels habitants són cristians de l'Església Ortodoxa Romanesa (91,87%).
Se situa uns 20 km a sud-est de Botoşani, sobre la carretera E58 que porta a Iaşi.

## Fills il·lustres
- Mihai Bordeianu, futbolista
- Trifan Roman Grosu, revolver camperol